# Oreodera modesta
Oreodera modesta är en skalbaggsart som beskrevs av Monné och Lúcia Maria de Campos Fragoso 1988. Oreodera modesta ingår i släktet Oreodera och familjen långhorningar. Inga underarter finns listade i Catalogue of Life.